# 布盧波因特 (紐約州)
布盧波因特（英語：Blue Point）是位於美國紐約州薩福克縣的普查規定居民點。

## 人口
根據2020年美國人口普查的數據，布盧波因特的面積為4.68平方千米，當中陸地面積為4.67平方千米，而水域面積為0.01平方千米。當地共有人口5156人，而人口密度為每平方千米1,101.71人。